# Franciszek Malczewski (1800–1852)

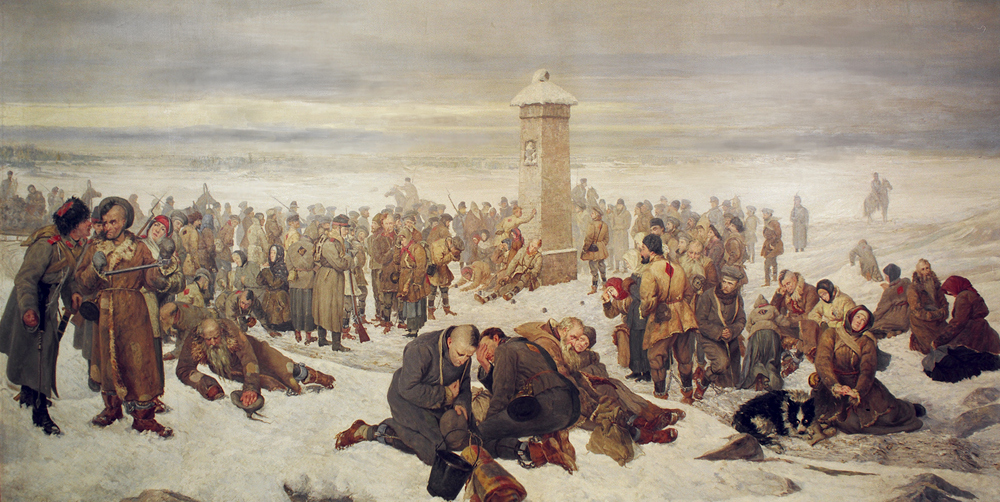
Pożegnanie Europy, obraz Aleksandra Sochaczewskiego

Franciszek Malczewski (ur. 1800, zm. 8 lutego 1852) – major Wojska Polskiego. 
Był członkiem sprzysiężenia Piotra Wysockiego.
W momencie wybuchu powstania listopadowego (29 listopada 1830), poprowadził do boju swój batalion saperów. 
Po upadku powstania, skazany przez rosyjski Najwyższy Sąd Kryminalny na 18 lat ciężkich robót na Syberii. Skuty razem z Piotrem Wysockim dotarł do Irkucka na Syberii w dniu 2 czerwca 1835 r., a 10 czerwca dotarł do miejscowości Aleksandrowsk. Zaledwie 10 dni później nocą z 3/21 na 4/22 czerwca 1835 roku razem z Wysockim podjął próbę ucieczki. Po pochwyceniu przez Rosjan skazany na karę chłosty po 150 rózeg, a następnie wysłany do Kutomary w okręgu nerczyńskim, potem w 1842 roku do kopalni złota w Dolnej Karze, a następnie odbywał karę wraz z Wysockim w Akatuji w "wielkiej biedzie", jak zanotowano w 1844 roku w księdze adresowej Komitetu Opieki. Opisano go następująco: "Malczewski był wysokiego wzrostu, szczupły, włosy blond, w rudawe wpadające, lubił porządek, akuratność i odznaczał się powagą. Charakter dzielny, szlachetny, skromny...". 
Ciężko chory znalazł się w domu Antoniego Beauprégo, gdzie zmarł 8 lutego 1852 roku. 
Napis na blasze w kościele w Nerczyńsku spisany przez Agatona Gillera głosił:

Franciszek Malczewski, rodem z Białej Rusi. Major b.Wojsk Polskich. Za udział w powstaniu 29 listopada 1830 roku do kopalni skazany. Umarł w Nerczyńskim Zawodzie 8 lutego 1852 roku